# 朱尚賓
朱尚賓（1555年—1623年），字澹營，號襟衢，浙江湖州府長興縣人，明朝政治人物。

## 生平
朱尚賓是萬曆十六年（1588年）的舉人，授靖江知縣，靖江三面環賓江大海，東面多盜賊剽掠商船，縣內富豪向他請求給對方通貨不用罰款，他說：「受主百貨，是令亦盜也。」嚴正拒絕，賊人於是屏息；地方舊稱馬馱沙，沙田不時會坍漲，田地大多只有虛名，被豪右爭相霸占，一半訴訟與此有關，總會賄賂知縣求勝，他在衙門門外告示：「訟多田者一概不理。」訴訟因此平息。任職數月他多次稱病，很快辭官回鄉，經常乘搭小船往來罨畫溪，春天時觀賞川口二十里梅花，每年如常，詩文不刻意修飾，六十九歲才在家去世，葬在余山沖。

## 引用
1. 1 2  同治《長興縣志·卷二十三上·人物》：朱尚賓，字澹營，號襟衢，萬厯十六年舉人，知靖江縣，邑三面賓江大海，當其東多劇盜率剽掠賈舶主，邑之巨室率於令通貨不貲，尚賓曰：「受主百貨，是令亦盜也。」峻絕之，羣盜惕息莫敢動。邑故稱馬馱沙，沙田坍漲不時，而變為田者數恆浮名，多為田豪右爭占業，訟牒十居其五，率賂令以求勝，尚賓榜於門曰：「訟多田者槩不理。」邑始安靜；居數月輒稱病歸，常刺小舫往來罨畫溪，春時觀川口二十里梅花，歲以為常，詩文不事雕繪，六十九卒於家。 張志，參陳繼儒朱襟衢墓誌
2. ↑  同治《湖州府志·卷七十五·人物傳》：朱尚賓，字澹營，號襟衢，長興人，萬厯十六年舉人，知靖江縣，邑三面賓江大海，其東多劇盜率剽掠賈舶主，邑之巨室率於令通貨不貲，尚賓曰：「受主百貨，是令亦盜也。」峻絕之，羣盜惕息莫敢動。邑故稱馬馱沙，沙田坍漲不時，而變為田者數恆浮名，多為田豪右爭占業，訟牒十居其五，率賂令以求勝，尚賓榜於門曰：「訟多田者槩不理。」邑始安靜；居數月輒稱病歸，常刺小舫往來罨畫溪，春時觀川口二十里梅花，歲以為常，詩文不事雕繪，六十九卒於家。 長興張志，參陳繼儒朱襟衢墓誌
3. ↑  光緒《長興縣志·卷十三·陵墓》：靖江縣知縣朱尚賓墓在余山沖 張志